# Cubilin
Cubilin (Gen-Name: CUBN), auch intrinsic factor-cobalamin receptor, ist ein Protein in der Zellmembran mehrerer Gewebe und agiert als Rezeptor. Es ist eines von zwei Hauptproteinen, die an der Endozytose beteiligt sind. Cubilin kommt in allen Kiefermäulern und somit auch im Menschen vor. Mutationen am CUBN-Gen können Cubilinmangel, und dieser Proteinurie und die seltene familiäre megaloblastäre Anämie Typ 1 (MGA1) verursachen.
Cubilin kommt in Gewebetypen vor, die eine absorptive Funktion haben, wie Darmepithel, Nierenepithel, Gallenepithel oder im Dottersack des Embryos. Cubilin bindet an der Außenseite der Membran an Transportproteine, die Lipide, Calcidiol, Cobalamin und andere Stoffe transportieren, und hält diese Stoffe an der Zelle fest. Danach wird der Cubilin-Komplex als Vesikel ins Innere der Zelle verfrachtet.

## Funktion
Cubilin bindet an den Intrinsischer Faktor:Cobalamin-Komplex im Darm, den Amnionless:Cobalamin-Komplex im Blut, an leichte Immunglobulinketten, Albumin und Hämoglobin, den DBP:Calcidiol-Komplex, sowie Apolipoprotein A1 und Uteroglobin im Uterus. Cubilin bildet mit LRP1 und LRP2 (Megalin) einen Komplex. In jedem Fall wird Calcium für die Bindung benötigt. Die Bindung an Megalin führt zur Endozytose des Membranabschnitts, und damit zur Aufnahme aller daran gebundenen Stoffe in die Zelle. Der Cubilin:Megalin-Komplex ist möglicherweise auch notwendig, um Gallensteine zu verhindern.

## Regulation
Die Aktivität und Expression von Cubilin und Megalin wird von Tretinoin angeregt und ist daher in teilenden und Krebszellen erhöht. Die Expression von Cubilin in den Nieren ist im Alter erhöht, wahrscheinlich um die steigende Anzahl der Defekte an dem großen Protein auszugleichen.